# Georges Devereux
Georges Devereux, nato György Dobó (Lugoj, 13 settembre 1908 – Parigi, 28 maggio 1985), è stato un antropologo e psicoanalista ungherese naturalizzato francese.

## Biografia
Seguace di Géza Róheim e allievo di Marcel Mauss, Georges Devereux si è formato prima come etnologo in Francia e successivamente come psicoanalista negli Stati Uniti.
Ha effettuato studi sul campo fra le popolazioni indigene in California, Australia, Nuova Zelanda, Nuova Guinea e Vietnam, studiandone le formazioni culturali al fine di individuare le invarianti strutturali comuni ad ogni cultura.
È considerato uno dei pionieri della etnopsichiatria.

## Nella cultura di massa
Nel 2013, il regista francese Arnaud Desplechin nel suo film Jimmy P. ha utilizzato in modo fedele, e spesso letteralmente, il report  di  Georges Devereux del 1951, relativo alla sua  terapia psicoteraupeutica  per  Jimmy Picard, un amerindio della tribù dei Piedi Neri, intitolato Psychothérapie d'un Indien des plaines. Il  ruolo di Georges Devereux é interprétato da Mathieu Amalric e quello  di Jimmy Picard da  Benicio Del Toro.